# Чокманово
Чокманово е село в Южна България. То се намира в община Смолян, област Смолян.

## География
Чокманово е разположено на южните склонове на Кайнадинския рид на Родопите на около 6 км южно от град Смолян и 7 km северно от село Смилян. В околностите на Чокманово, по пътя за Смолян, се намира манастирът „Свети Атанас“. На края на селото в посока село Смилян е изграден цех за преработка на диворастящи гъби.

## История
Първото заселване е станало през 1600 година. През 1836 година в селото е открито училище, а след дълга борба и пререкания с тогавашните власти е построена първата църква. В селото има две големи източноправославни църкви и много параклиси в околностите му.
Революционният комитет в Чокманово е основан в 1899 година, веднага след този в Райково. Председател от 1900 година е Таню Стоев, а секретар Христо Караманджуков и комитетът е с функции на околийски (районен).
Според Националния регистър на населените места през 1934 година Чокманово е наброява 941 души, а през 2011 година – 93 души.
Населението на село Чокманово е източноправославно.

## Личности
- Андрей Макрелов, духовник и деец на ВМОРО
- Д-р Асен Каишев (18?? – 1944) – известен пловдивски лекар и общественик.
- Атанас Апостолов, македоно-одрински опълченец, 22-годишен, кафеджия, ІІІ отделение, Скеченска чета, 2 рота на 14 воденска дружина.[4]
- Атанас Каишев (1872 – 1941) – генерал, професор по военни науки.
- Атанас Ташев (1915 – 1987) – военен
- Бисер Киров (1942 – 2016) – поп певец, композитор и общественик.[5]
- Иван Калайджиев, български революционер, деец на ВМОРО
- Иван Караманджуков, български революционер, деец на ВМОРО
- Костадин Попандреев Макрелов (1880 – 1907), деец на ВМОРО
- Любен Станев (1924 – 2009) по майчина линия от рода Каишеви. Сценарист на около 15 игрални филми, най-известният от които е „Цар и генерал“ (1966).
- Никола Каишев (1863 – 1953), инженер и общественик
- Петър Даракчиев (1879 – 1907), български революционер, деец на ВМОРО
- Петър Каишев (1929) – български режисьор
- Ростислав Атанасов Каишев (1908 – 2002) – академик на БАН, професор, доктор на физикохимичните науки. Син на генерал Атанас Каишев.
- Таню Стоев Братанов (1863 – ?), български революционер, деец на ВМОРО
- Христо Стоев Братанов-Лакудата (1869 – 1934), български революционер, деец на ВМОРО
- Христо Караманджуков (1876 – 1952), български революционер, деец на ВМОРО
- Христо Тодоров-Дювлете, четник от ВМОРО.[6]